# Museum der Öl- und Gasindustrie Bóbrka

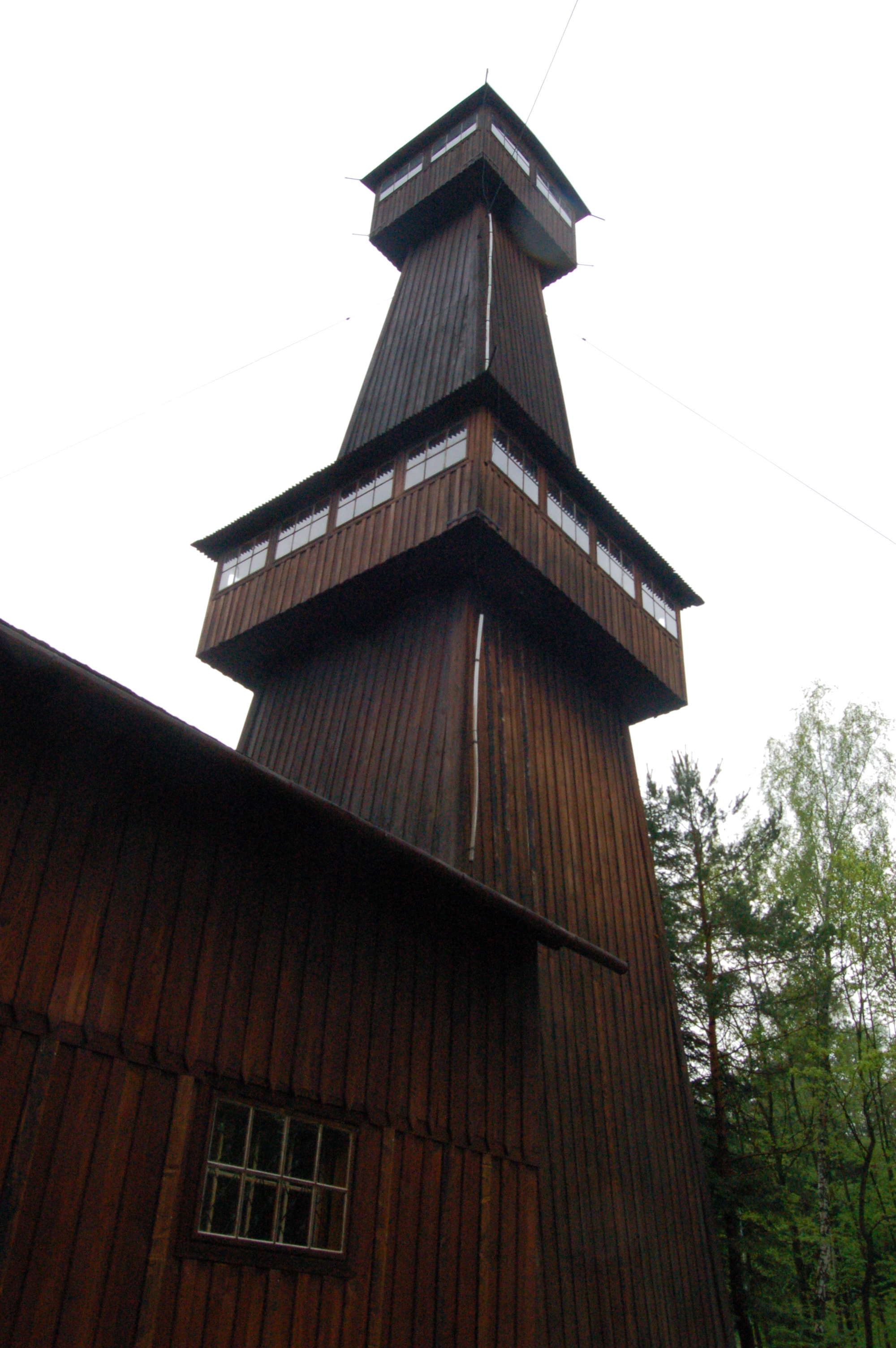
Holzverkleideter Bohrturm polnisch-kanadischer Bauart

Das nach Ignacy Łukasiewicz benannte Museum der Öl- und Gasindustrie in Bóbrka (polnisch: Muzeum Przemysłu Naftowego i Gazowniczego im. Ignacego Łukasiewicza w Bóbrce) befindet sich in Bóbrka rund 10 Kilometer südwestlich der kreisfreien Stadt Krosno. Das Freilandmuseum gehört zur Gemeinde Chorkówka in der polnischen Woiwodschaft Karpatenvorland und befindet sich in einem ehemaligen Ölförderungsgebiet. 

## Ölförderung in Bóbrka
Die Wälder in der Nähe der Ortschaft Bóbrka waren schon im Mittelalter bekannt für ihre erdölhaltigen Böden. Schon seit Jahrhunderten wurde von den Bauern der Gegend das dort an die Oberfläche tretende „Steinöl“ abgeschöpft und zu medizinischen Behandlungen des Viehs oder zur Schmierung von Achsen und Rädern verwendet. Im Jahr 1854 begannen der Eigentümer dieser Wälder, Karol Klobassa-Zrencki, der Besitzer der nahegelegenen Ortschaft Polanka (heute Stadtteil von Krosno), Tytus Trzecieski sowie der Chemiker und Apotheker Ignacy Łukasiewicz mit dem industriellen Abbau des Rohstoffes. Das dort betriebene Erdölbergwerk war das erste komplexe Erdölunternehmen der Welt. 1856 wurde von den drei Partnern die Firma Łukasiewicz-Trzecieski-Klobassa gegründet. Zunächst wurde in einem dazu angelegten, 120 Meter langen Sickergraben sich sammelndes Öl abgeschöpft. Später wurden Bohrungen in bis zu 150 Meter Tiefe vorgenommen. Zwischen 1854 und 1880 entstanden rund 60 Bohreinrichtungen. Die Bohrung „Małgorzata“ aus dem Jahr 1858 realisierte bereits eine Produktion von 4.000 Litern/Tag. 
1871 übernahm Klobassa die Anteile seiner Partner und wurde so Alleineigentümer der Anlage. Łukasiewicz leitete das Unternehmen jedoch auch weiterhin. Der Tod der beiden in den 1880er Jahren beendete die Gründungsphase der polnischen Erdölförderung- und verarbeitung. 1893 wurden die Fördereinrichtungen von der Firma MacGarvey-Bergheim – später Galizische Karpathen-Petroleum-Aktiengesellschaft (Glinik Mariampolski, heute Stadtteil von Gorlice) – übernommen. 1920 fiel die GKP AG an die französische Société des Petroles de Dabrowa SA (Paris/Lille) und ab 1923 war der Eigentümer das Konsortium Dąbrowa.
In Folge gehörte das Bergwerk bis zum Ausbruch des Zweiten Weltkriegs dem Konsortium Małopolska, danach der Beskiden Erdöl-Gewinnungsgesellschaft mbH (Krosno) sowie der Karpathen Öl AG (Jasło/Lemberg). Nach dem Krieg erfolgte die Verstaatlichung innerhalb der  Polskie Górnictwo Naftowe i Gazownictwo (PGNiG).
Die Erdölindustrie südlich von Lemberg war das Zentrum der galizischen Erdölförderung. Heute sind die Erdöllager in dieser Gegend weitgehend erschöpft. Im Jahr 2000 wurden von den in ganz Polen gewonnenen 350.000 Tonnen (nur Landförderung) nur noch 64.000 Tonnen im Süden des Landes gefördert.

## Museumsgeschichte
Als ein erster Schritt zur Erinnerung an die Geschichte der Ölförderung in der Gegend kann die Errichtung eines Gedenkobelisken durch Ignatz Łukasiewicz im Jahr 1872 angesehen werden. Die polnische Inschrift auf diesem etwa 5 Meter hohen Denkmal lautet: Zur „Erinnerung an die Einrichtung einer Steinöl-Grube in Bóbrka im Jahr 1854, Ignacy Łukasiewicz 4.11.1872“.
Bereits zwischen den Weltkriegen entstand dann die Idee zur Schaffung eines Open-Air-Museums. Der Plan wurde erst in den 1960er Jahren verwirklicht. Am 23. Mai 1961 wurde ein entsprechender Beschluss vom verantwortlichen Rat des Museums in Krosno gefasst. Im selben Jahr verabschiedete auch der Vorstand der Gesellschaft der Ingenieure und Techniker der Öl- und Gasindustrie eine Resolution zur Gründung des Museums. Ebenfalls 1961 wurde ein unterstützender Verein unter der Leitung von Henryk Górka gegründet, dem Manager von Petroleumfirmen, Bohrunternehmen, Raffinerien sowie verbundenen Institutionen aus Krosno, Sanok, Ustrzyki, Mielec, Jasło, Piła und Gorlice angehörten. Ab 1967 wurden bestehende Gebäude und Bohranlagen restauriert. In den Jahren 1977 und 1978 wurde zwecks Vergrößerung der Anlage zusätzliches Land angekauft. Im Mai 2000 konnte nach zweijähriger Bauzeit das moderne Museumsgebäude („Großer Ausstellungspavillon“) eröffnet werden.

## Museumsbestandteile
Zu den rund 50 Außenexponaten gehören Bohreinrichtungen aus den Anfangsjahren des Förderareals – so verschiedene handbetriebene Fördereinrichtungen für Sickergruppen und -schächte. Aus derselben Zeit stammen mehrere Holzhütten, die Schmieden, Reparaturwerkstätten oder Antriebseinheiten enthalten. Weitere Exponate wurden von anderen Ölförderanlagen erworben, unter anderem erste mechanische Bohr- und Fördereinrichtungen mit oberirdischen Winden.

### Bohr- und Fördereinrichtungen (Auswahl)

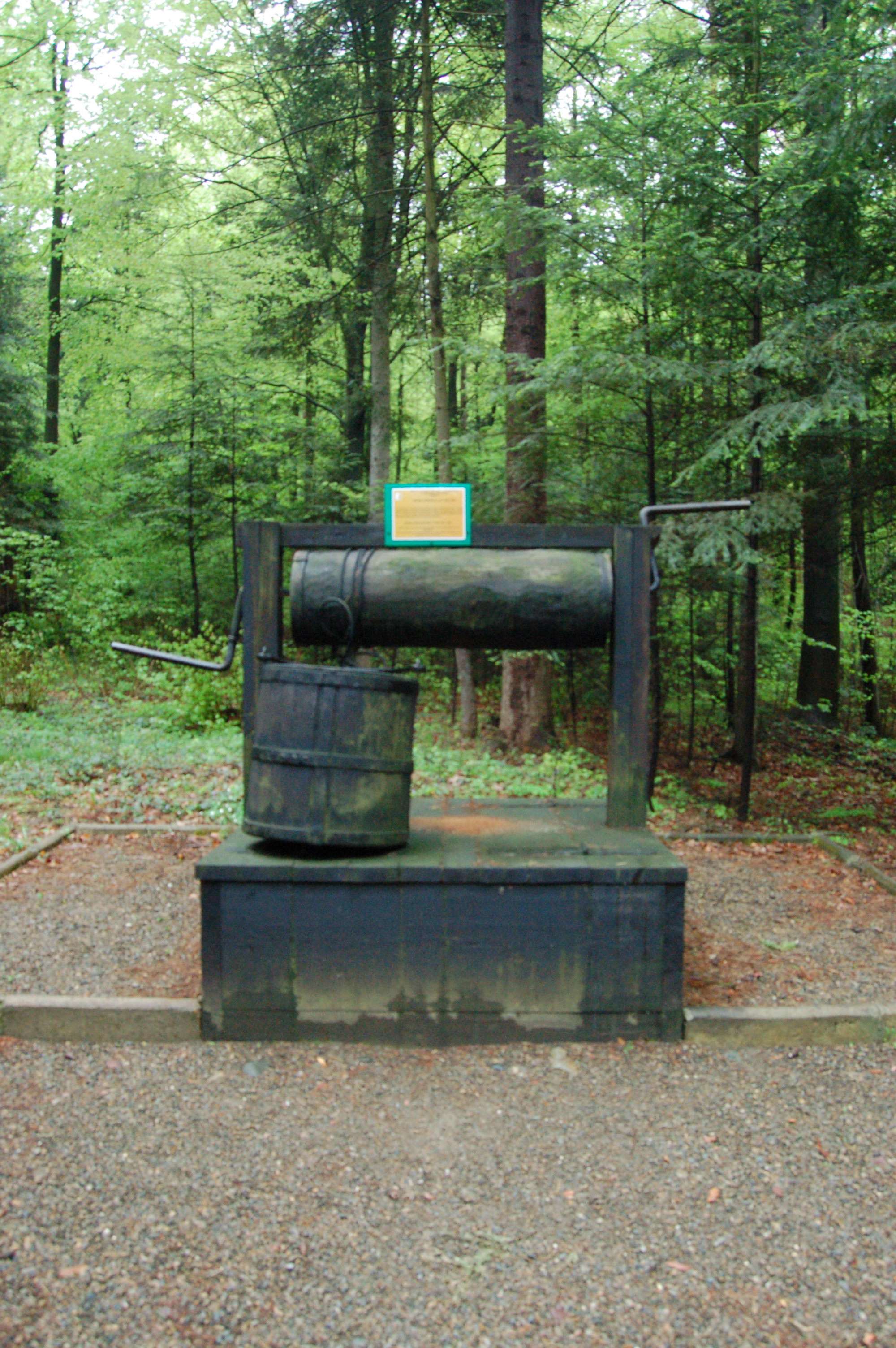
Handbetriebener Sickergruppen-brunnen
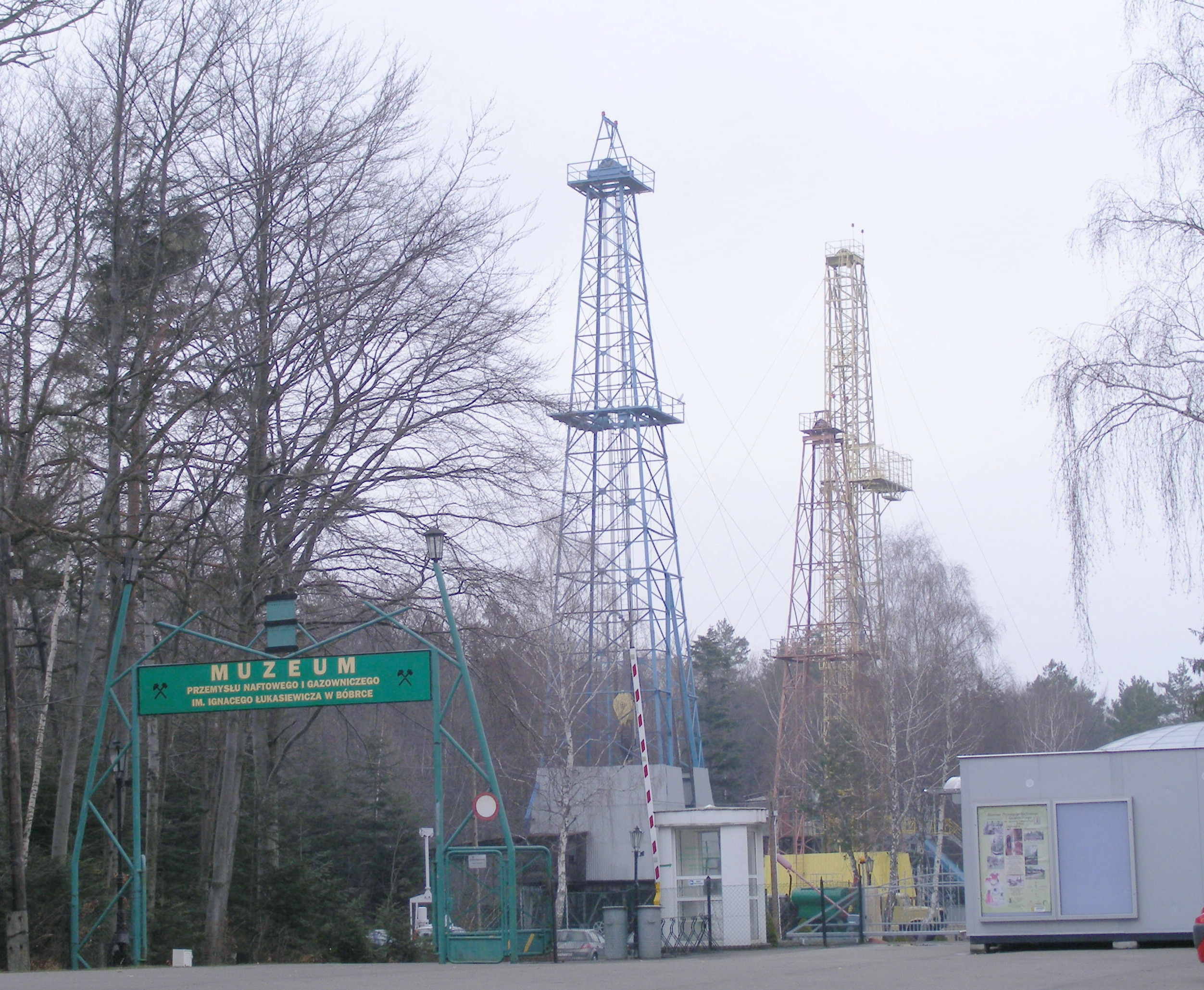
Bohrtürme kanadischer Bauart (vorne Typ „Trauzl“, hinten Typ „OP 1200“)
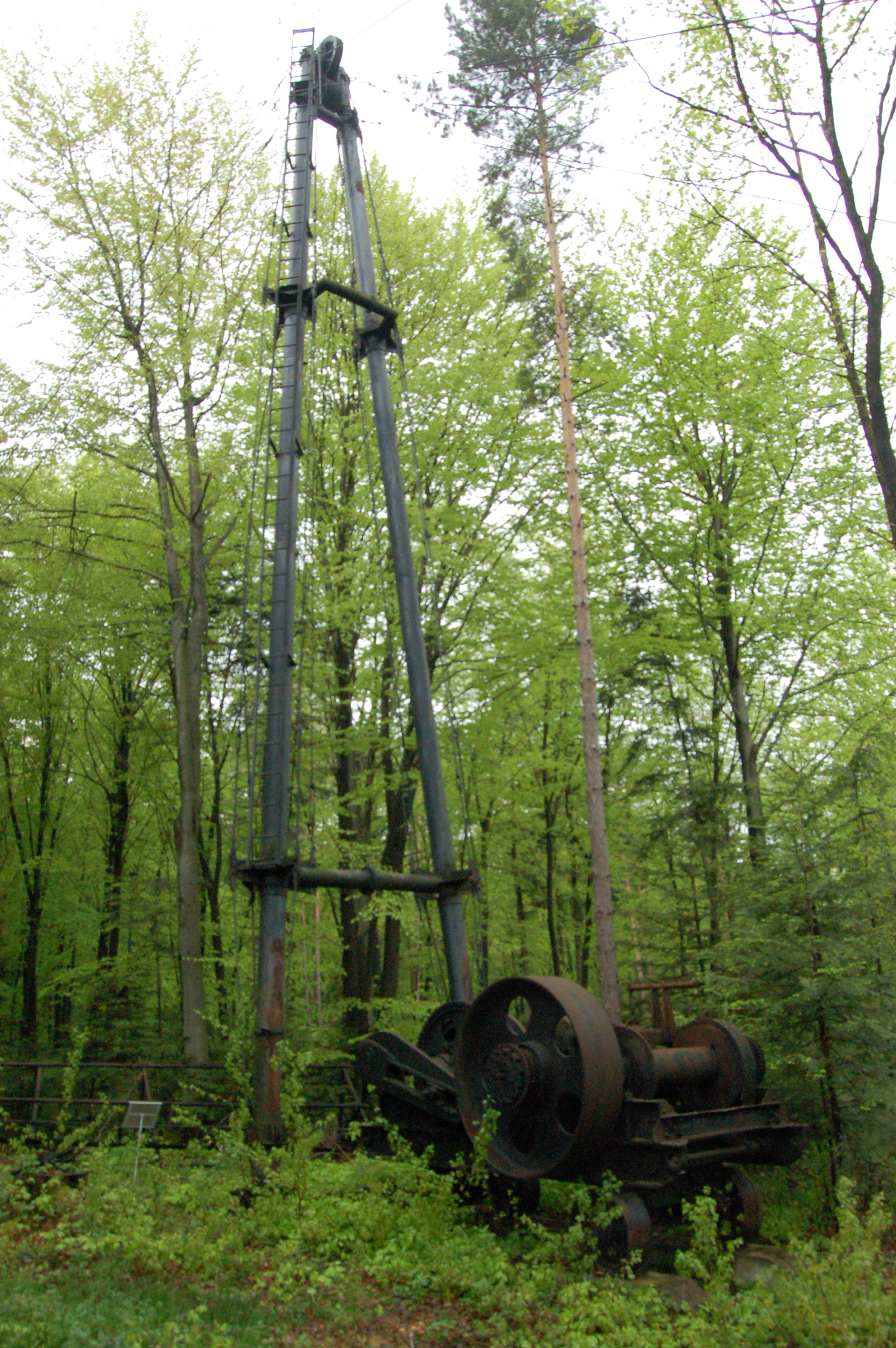
Bohrturm „Trauzl 800“
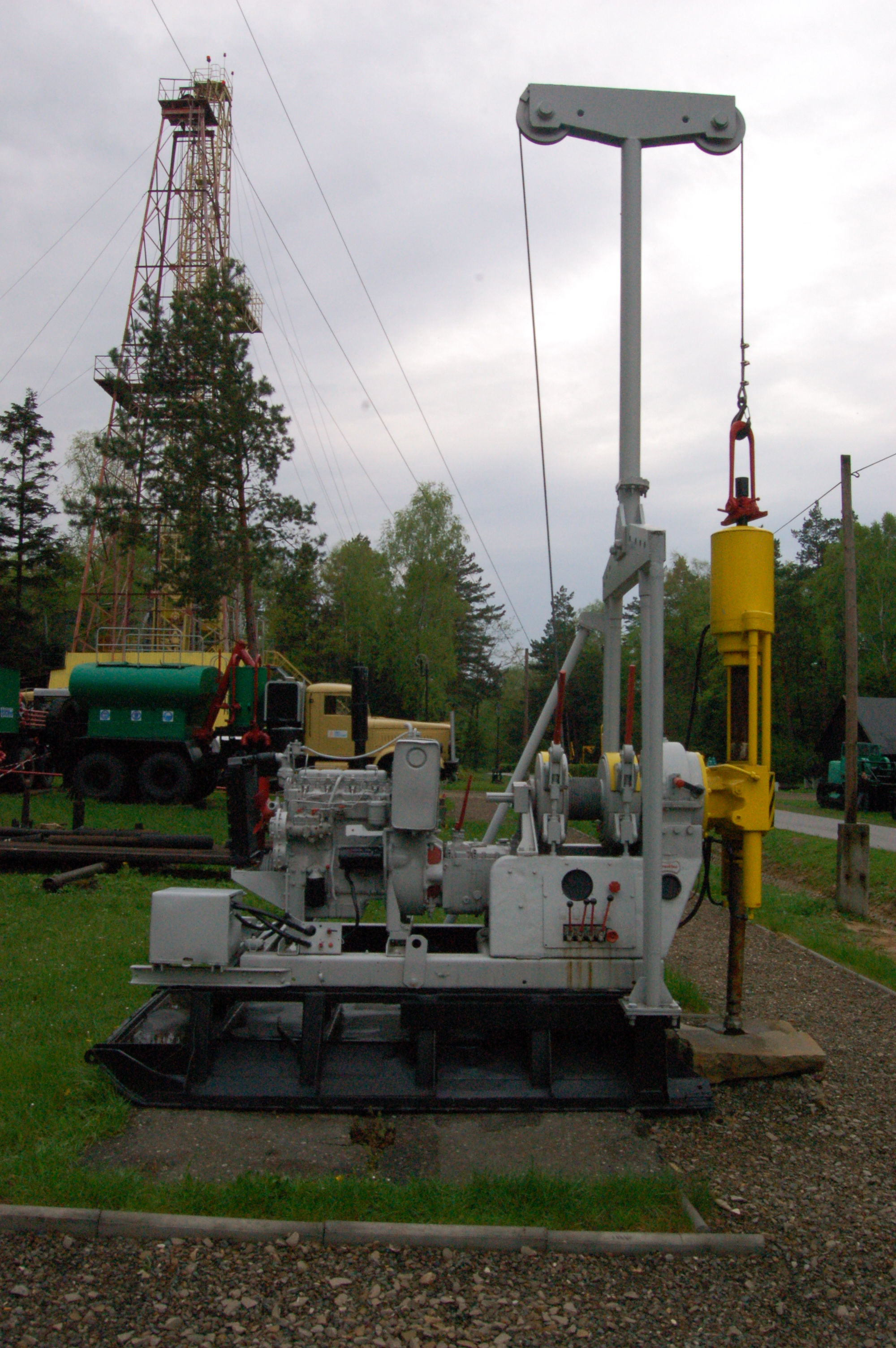
Bohr-Ramme

Im 20. Jahrhundert wurden zunehmend Fahrzeuge in der Erdölgewinnung eingesetzt. Das Museum zeigt Spezialketten- und Radfahrzeuge, die der Lokalisierung, der Förderung und dem Transport des Erdöls dienten.

### Fahrzeuge (Auswahl)

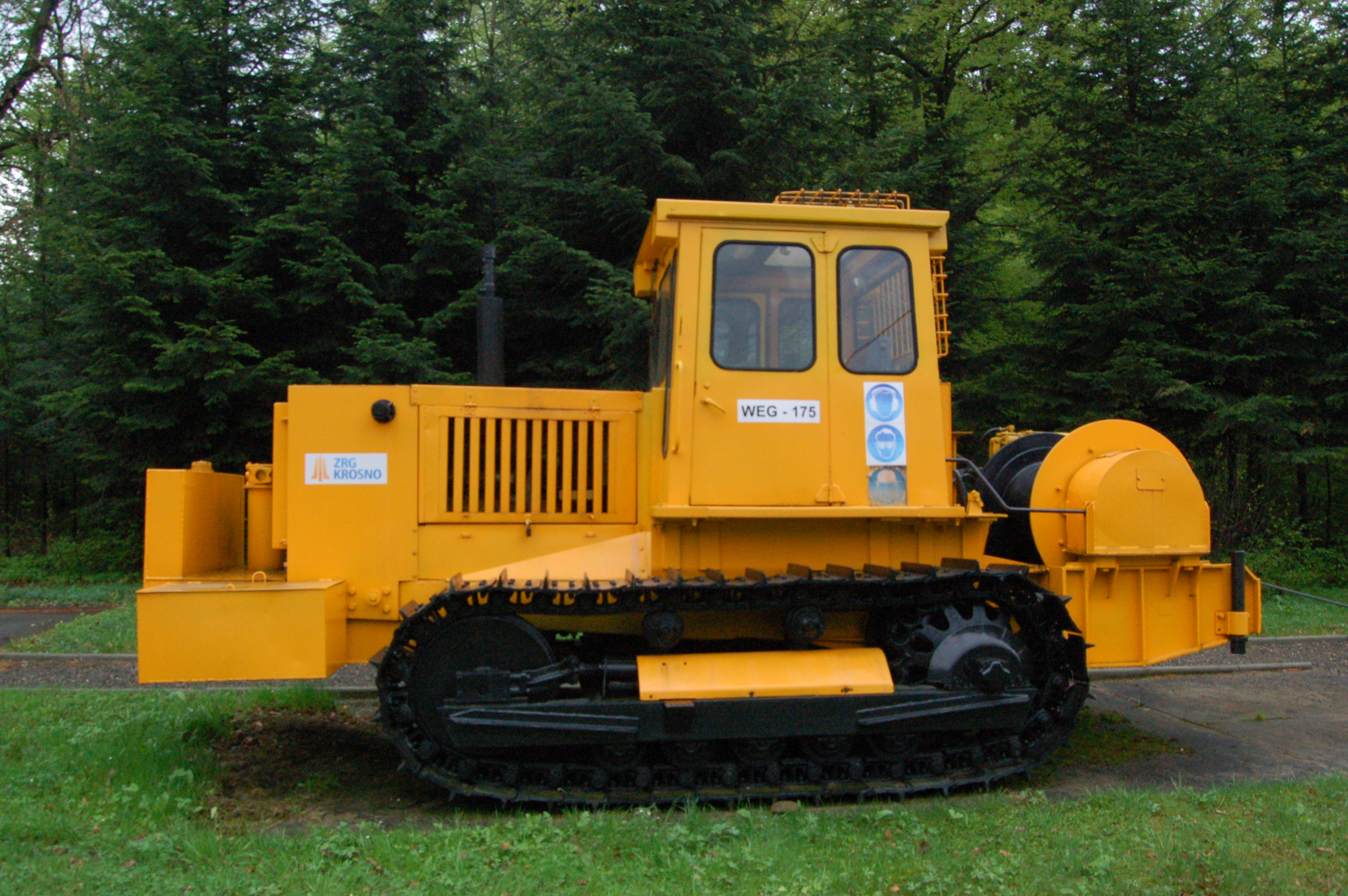
Windenschlepper
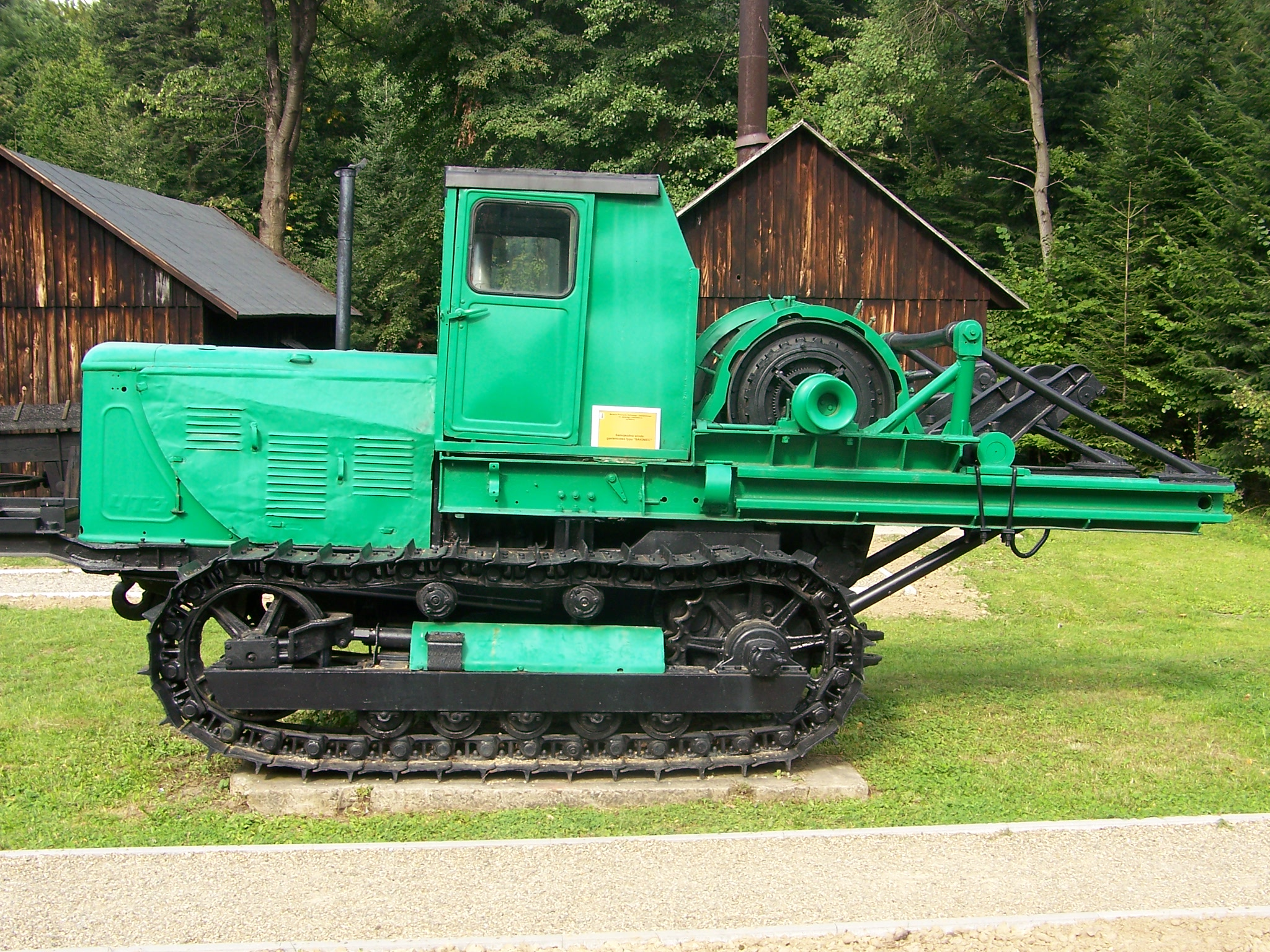
Windenschlepper (Stalinez-80)
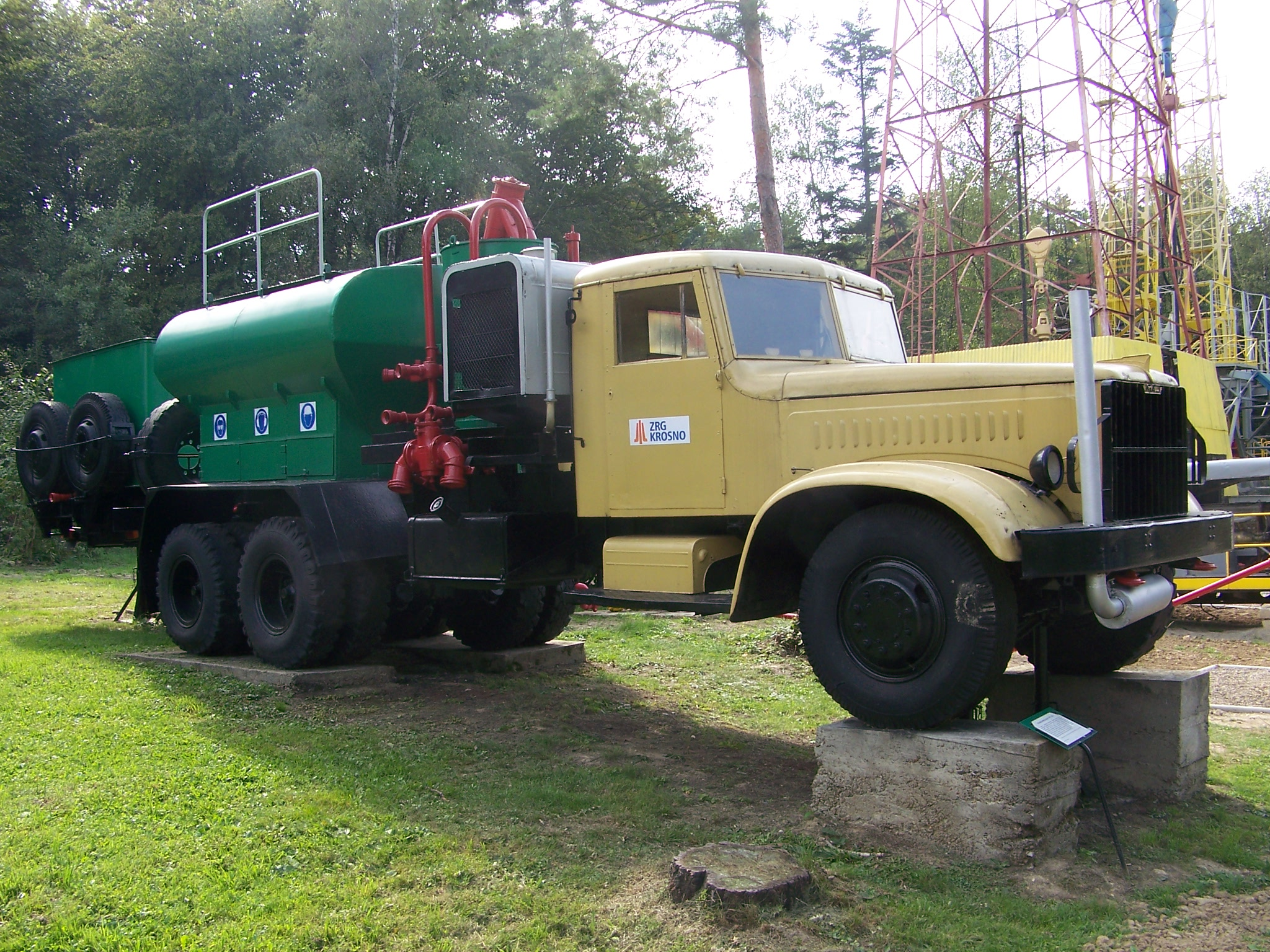
Transportfahrzeug (KrAZ-219)
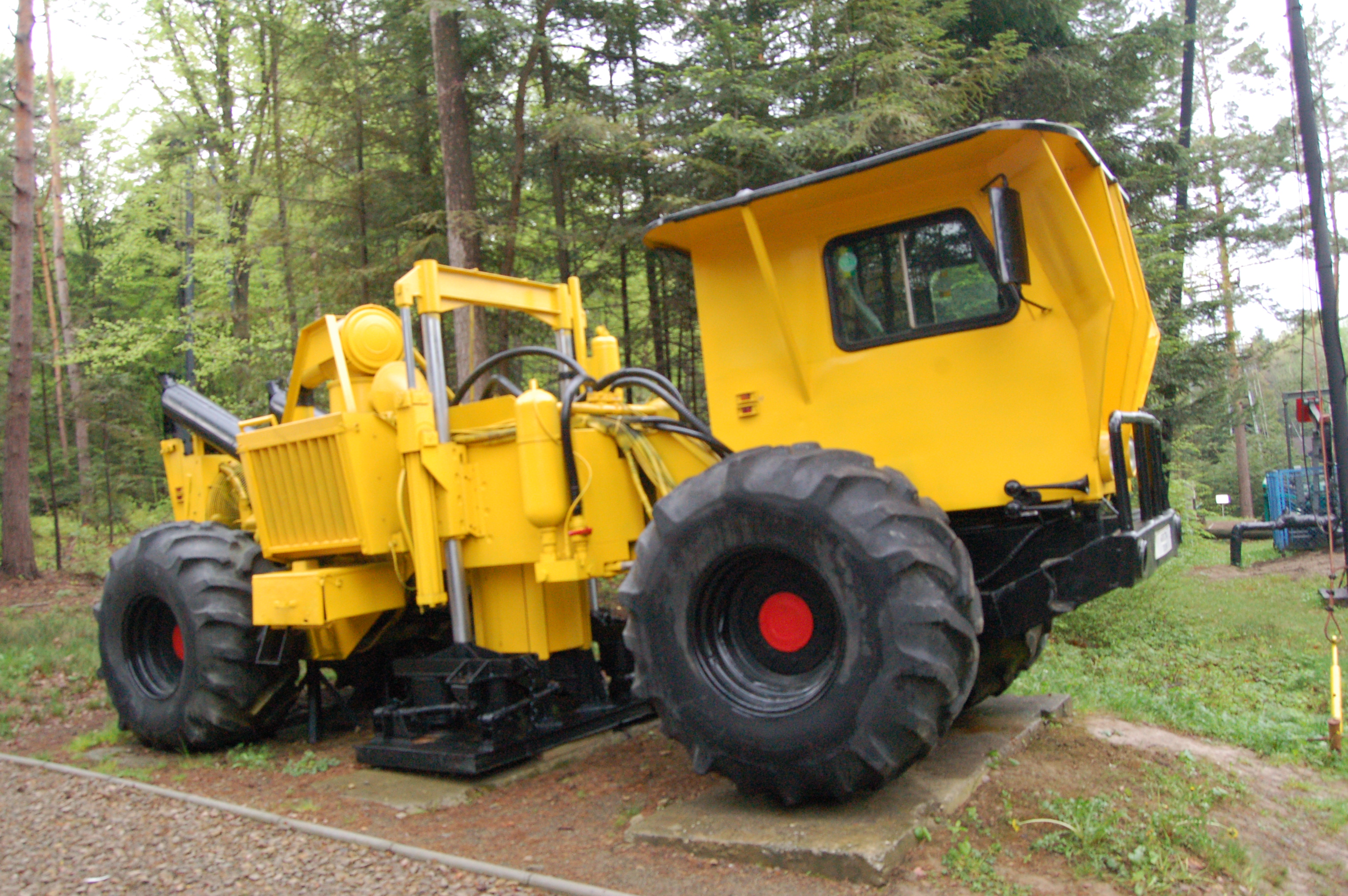
Erzeuger seismischer Vibrationen